# John Atkinson Grimshaw
Pour les articles homonymes, voir Grimshaw.

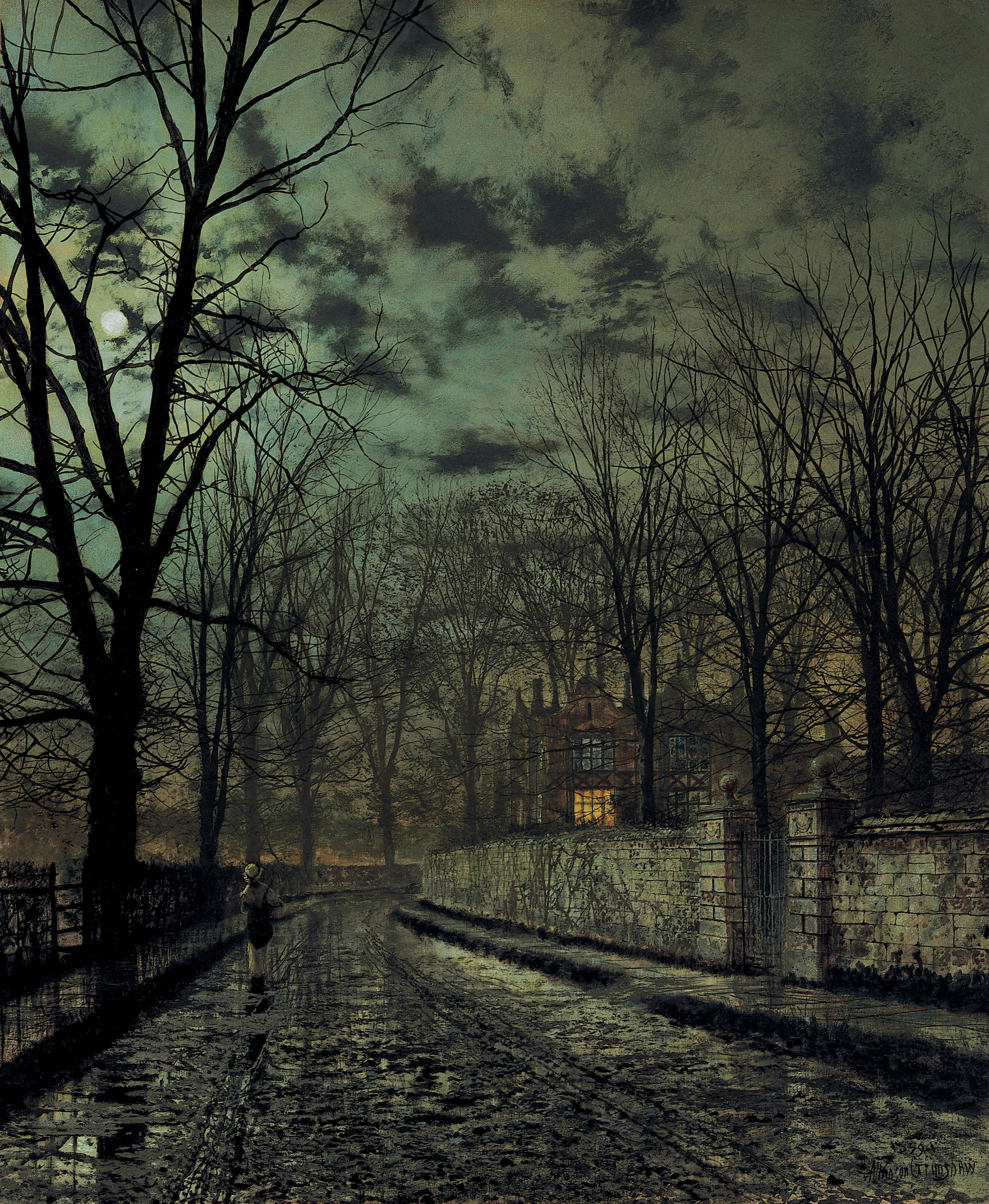
November, 1879.

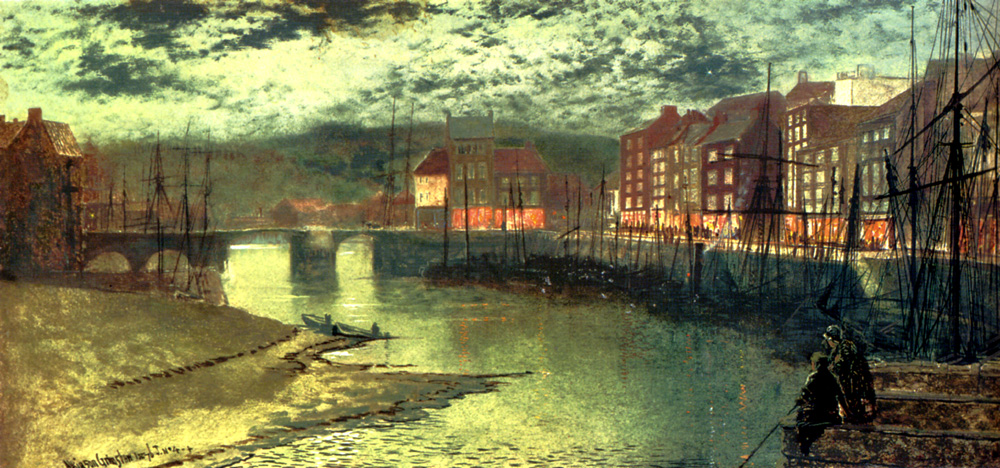
Whitby Docks, 1876

John Atkinson Grimshaw (6 septembre 1836 – 13 octobre 1893) est un peintre britannique de l’époque victorienne, remarquable et imaginatif, surtout connu pour ses paysages bucoliques et urbains,.
Ses premières peintures ont été signées JAG, J. A. Grimshaw ou encore John Atkinson Grimshaw, mais il a finalement choisi Atkinson Grimshaw.

## Biographie
John Atkinson Grimshaw est né le 6 septembre 1836 dans la ville de Leeds, dans le Yorkshire de l'Ouest en Angleterre. Il se marie en 1856 avec une cousine éloignée, Frances Hubbard (1835-1917). En 1861, au grand dam de ses parents, il abandonne son emploi au Great Northern Railway, pour commencer une carrière artistique. Il commence à exposer en 1862, aidé par la Leeds Philosophical and Literary Society, présentant des peintures où figurent principalement des oiseaux, des fruits et des fleurs. Grimshaw est tout d’abord influencé par les peintres préraphaélites. Fidèle à leur style, il représente les couleurs et les éclairages avec force détails. Par la suite, il peint des paysages saisonniers, ou sous un temps particulier.
Il obtient du succès dans les années 1870 et achète une résidence secondaire à Scarborough, dans le Yorkshire du Nord, qui devient l’un de ses sujets favoris ; il peint à cette période plus de scènes d’intérieur, sous l’influence de James Tissot et de l’esthétisme. Dans ses travaux suivants, il imagine des scènes des époques grecque et romaine ; il peint aussi des sujets littéraires de Henry Longfellow et Alfred Tennyson, parmi lesquels Elaine (1877) et The Lady of Shalott (1878).
Dans les années 1880, Grimshaw représente principalement des scènes urbaines au clair de lune, sur les docks de Londres, Leeds, Liverpool ou Glasgow. Il conserve à cette fin un studio à Chelsea. Ses peintures dépeignent le monde victorien, tout en évitant de représenter la réalité assez triste des villes industrielles. Shipping on the Clyde, représente ainsi les docks de Glasgow, évocation lyrique des industries ; Grimshaw y retranscrit la brume et le brouillard, avec beaucoup de précision. On Hampstead Hill, de 1881, est considéré comme l’une des œuvres les plus réussies de Grimshaw, capturant l’ambiance d’un crépuscule, avec une variété de sources de lumière. Dans la suite de sa carrière, ce type de crépuscule, avec une scène urbaine sous une lumière jaune, a été assez populaire, particulièrement chez les patrons de la classe moyenne.
Grimshaw est mort le 13 octobre 1893, et a été enterré au cimetière de Woodhouse, un quartier résidentiel de Leeds. Il est resté connu pour ses paysages urbains ; n’ayant pas laissé de lettres, coupures de presse ou notes, il reste difficile de connaître sa pensée. Il y a eu un regain d’intérêt pour ses œuvres dans la seconde moitié du XXe siècle.

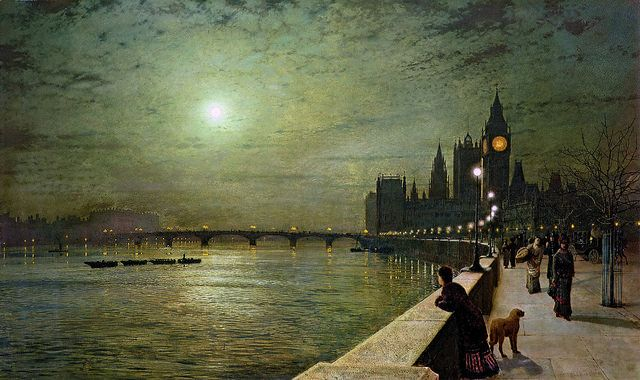
Reflections on the Thames, Westminster, 1880.

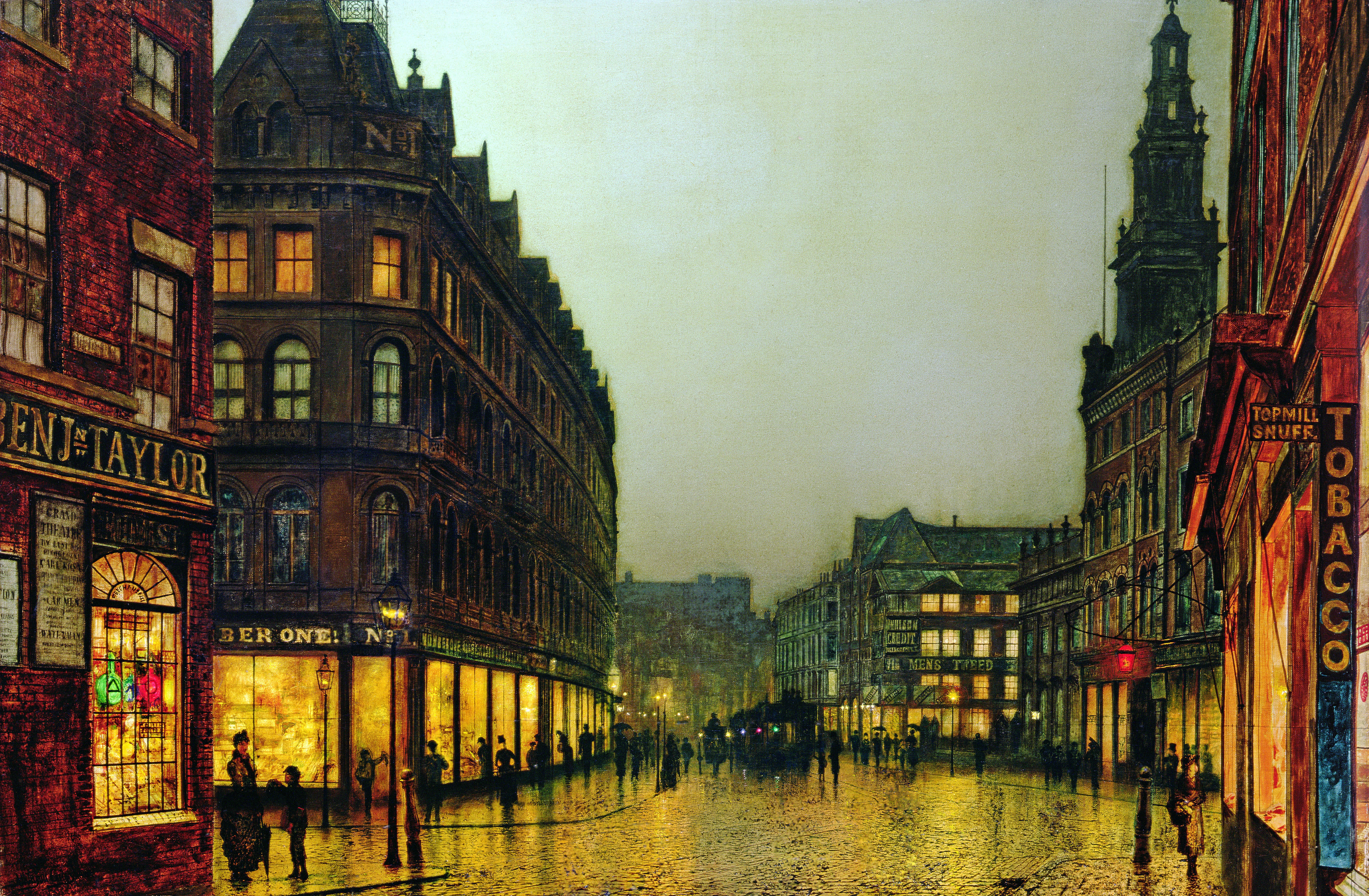
Boar Lane, Leeds, non daté

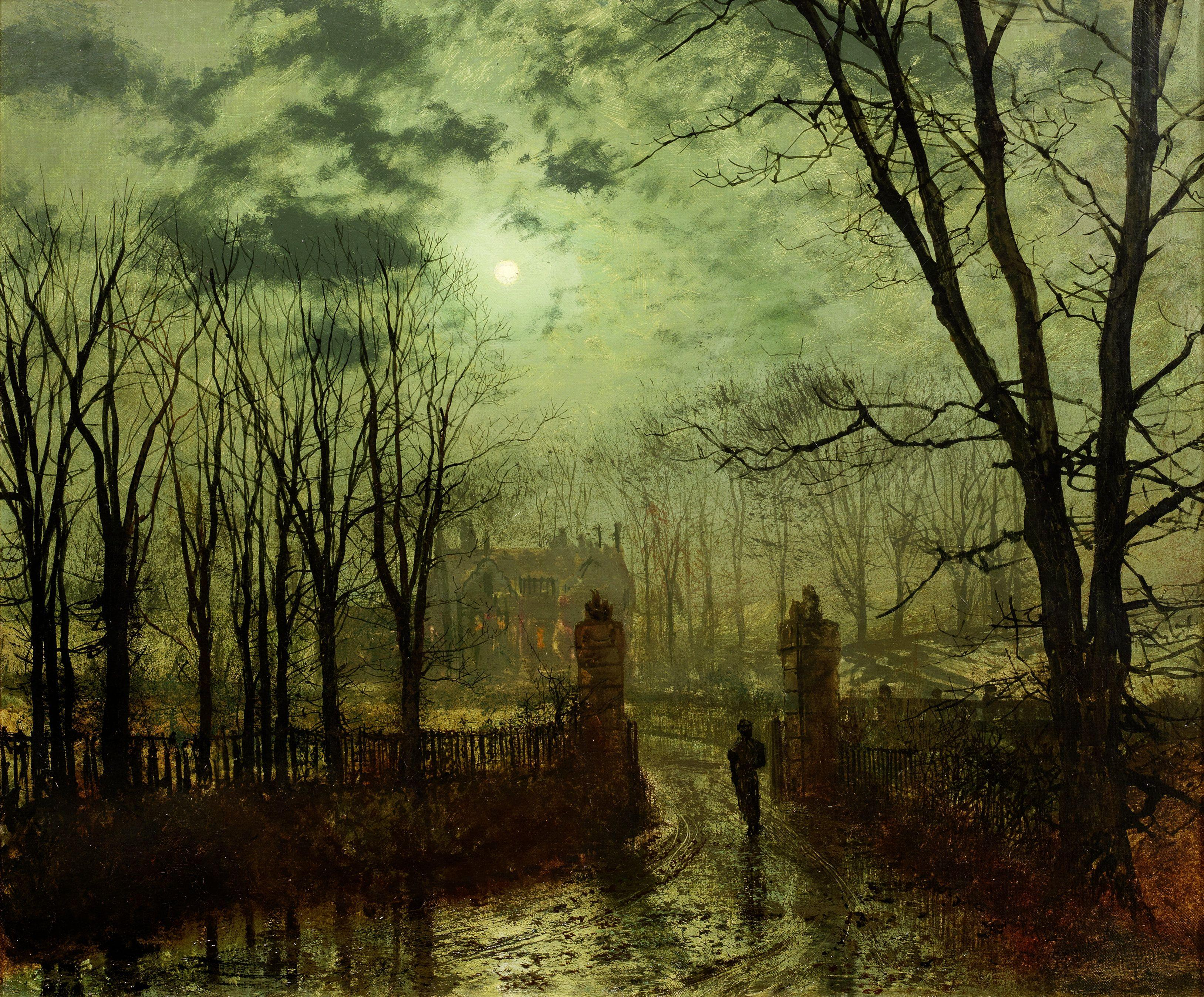
At The Park Gate, 1878
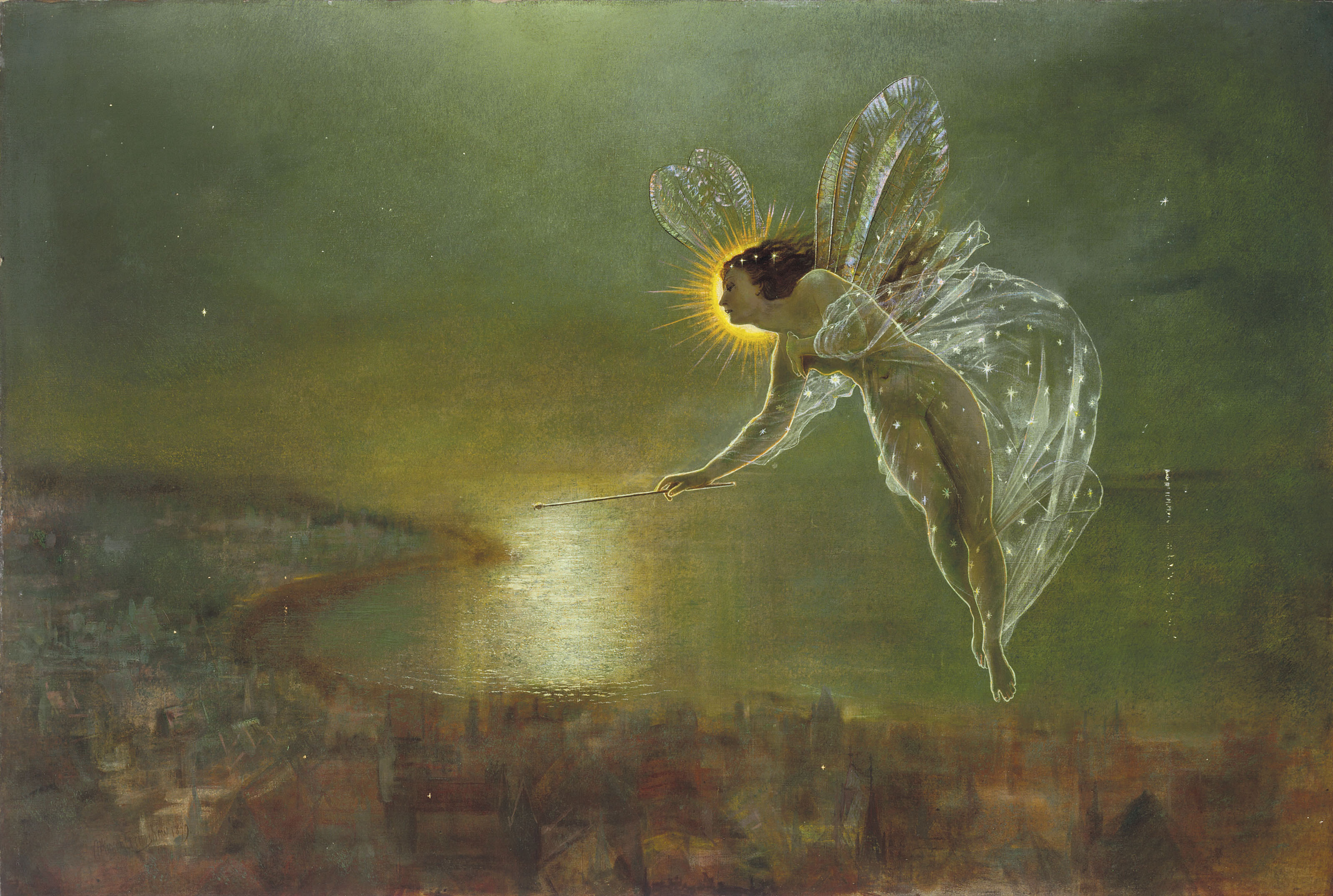
Spirit of the Night, 1879
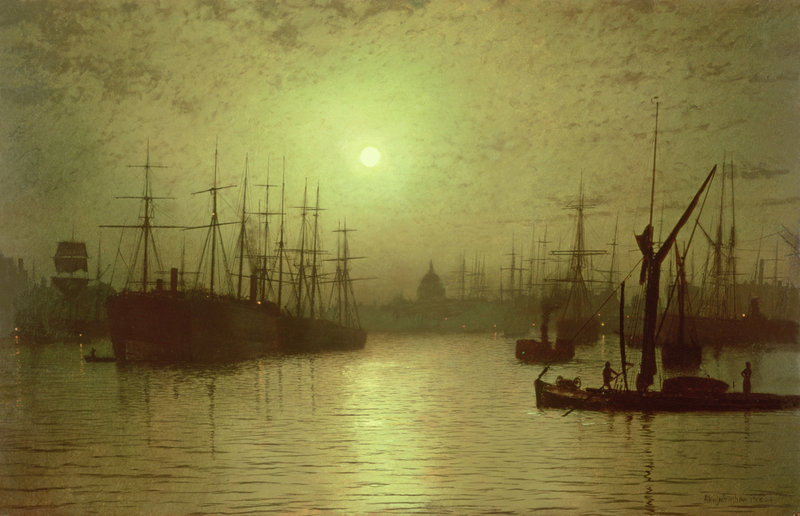
Nightfall on the Thames, 1880
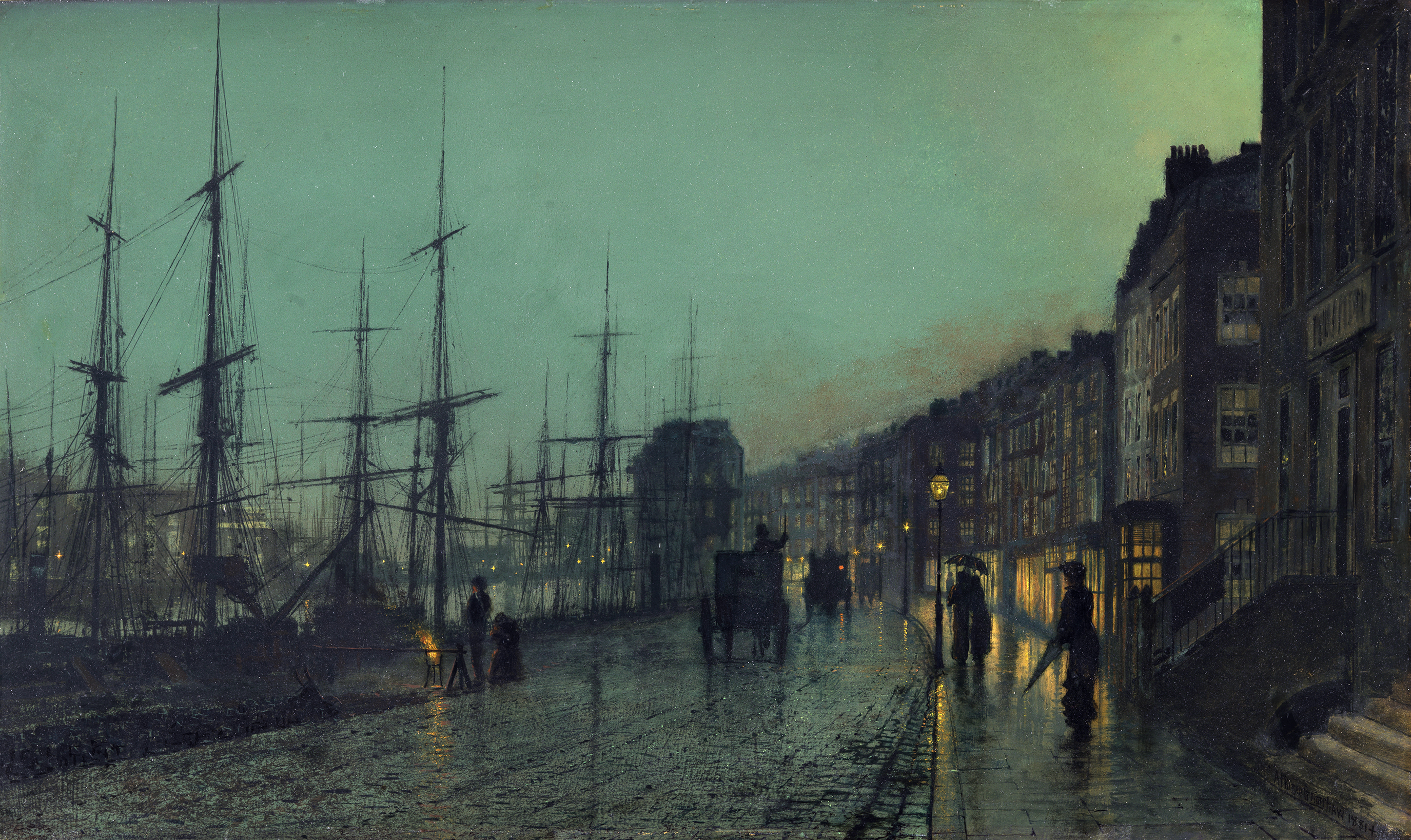
Shipping on the Clyde, 1881

## Œuvres
Une grande partie de ses œuvres sont conservées par le musée de Leeds, mais on en trouve dans d’autres musées.
- 1862, A Dead Linnet, musée de Leeds (LEEAG.1997.0040)
- 1862, Still-Life with Bird's Nest, musée de Leeds (LEEAG.2000.0013.LACF)
- 1864, A Mossy Glen, Bankfield Museum (en)
- 1865, The Bowder Stone, Borrowdale, galerie Tate
- 1868, The Seal of the Covenant, musée de Leeds (LEEAG.1947.0021.0001)
- 1869, Autumn Glory: The Old Mill, Cheshire, musée de Leeds (LEEAG.1947.0021.0002)
- 1872, Tree Shadows on the Park Wall, Roundhay, musée de Leeds (LEEAG.1972.0019)
- 1874, Portrait Head of Gertrude Grimshaw, musée de Leeds (LEEAG.1983.0027)
- 1874, carnet de croquis, musée de Leeds (LEEAG.1980.0011.0002)
- 1877, The Rector's Garden: Queen of the Lilies, Harris Museum and Art Gallery
- vers 1877, Stapleton Park, Pontefract, musée de Leeds (LEEAG.1980.0011.0006)
- 1879, In Peril, musée de Leeds (LEEAG.1926.0702)
- 1879, The Harbour at Whitby by Moonlight, The Walker Art Gallery
- 1880, Leeds Bridge, musée de Leeds (LEEAG.1927.0756)
- 1880, Nightfall down the Thames, musée de Leeds (LEEAG.1897.0059)
- 1880, Reflections on the Thames, Westminster, musée de Leeds (LEEAG.1900.0181)
- vers 1880, Westminster Bridge and the Houses of Parliament, musée de Leeds (LEEAG.1980.0011.0003)
- 1881, Boar Lane, Leeds, musée de Leeds (LEEAG.2000.0017)
- 1882, View of Heath Street by Night, galerie Tate
- 1882, Park Row, Leeds, musée de Leeds (LEEAG.1987.0019)
- 1883, Fiamella, Cartwright Hall Art Gallery
- 1884, The Thames by Moonlight from Southwark Bridge, The Guildhall Art Gallery
- 1884, Nightfall in Scarborough Harbour, musée de Leeds (LEEAG.1926.0703)
- 1885, Portrait of Agnes Leefe, musée de Leeds (LEEAG.1980.0011.0001)
- 1885, An Autumn Idyll, The Russell-Cotes Art Gallery
- 1885, October Gold, huile sur toile, 60 x 44 cm
- 1886, Iris, musée de Leeds (LEEAG.1897.0057)
- 1886, Thames at Barnes, musée de Leeds (LEEAG.1980.0011.0005)
- 1887, Liverpool Quai by moonlight, Tate Britain, Londres[9]
- 1892, Boats at Anchor in an Estuary, musée de Leeds (LEEAG.1964.0011)
- 1892 ou 1893, Snow and Mist (Caprice in Yellow Minor), musée de Leeds (LEEAG.2000.0063)
- 1893, Knostrop Cut, Leeds, Sunday Night, musée de Leeds (LEEAG.1995.0020)

- après 1851, Boar Lane by Lamplight, musée de Leeds (LEEAG.1989.0002)
- après 1851, carte de Noël, musée de Leeds (LEEAG.1980.0011.0009)
- après 1856, The Tower of London, musée de Leeds (LEEAG.1980.0011.0004)
- après 1868, On the Tees, near Barnard Castle, musée de Leeds (LEEAG.1988.0030)
- date inconnue, Golden Visions, Harris Museum and Art Gallery
- date inconnue, Londres au crépuscule, Collection privée, vente 1997[10]